# Constituição de Março da Polônia
A Constituição de Março foi adotada pela Segunda República Polonesa em 17 de março de 1921, depois de expulsar a ocupação das forças Alemãs/Prussianas em 1918 (Revolta na Grande Polônia) e evitar a conquista pelos Soviéticos em 1920, na Guerra Polonesa-Soviética. A Constituição, baseada na francesa, foi considerada bastante democrática. Dentre outras, ela expressamente descartava a discriminação por motivos raciais ou religiosos. E também aboliu todos os títulos reais, privilégios estatais e baniu o uso de brasonamento na Polônia.
A Constituição foi parcialmente ajustada em 1926 pela emenda constitucional Alteração de Agosto, e substituída tempos depois pela Constituição Polonesa de 1935 (Constituição de Abril).